# Can Fargas
Can Fargas o Fargues és una masia que dona nom al barri de la Font d'en Fargues del districte d'Horta-Guinardó de Barcelona. La torre de defensa, al voltant de la qual va anar creixent la casa, està catalogada com a bé cultural d'interès nacional. La finca era de gran extensió, ja que comprenia tot el que actualment és el parc del Guinardó i arribava fins a la part alta de l'Hospital de Sant Pau.

## Història
El segle xi fou una època de gran inestabilitat social al pla de Barcelona, i a la zona d'Horta es van construir torres de defensa com la torre Sobirana, la de Romanet, Silvià, Canyelles, etc. Entre els segles xiii i xv, s'hi construiren masies fortificades que posteriorment esdevindrien segones residències de ciutadans barcelonins. Durant el segle xix, s'hi van fer algunes reformes en el sector est: es va acabar de fer el sector central de la galeria est, es van reforçar els murs de la façana nord amb nous contraforts i probablement és de llavors l'excavació de l'hipogeu que fa funció de carner.
L'any 1809 fou comprada per Josep Gaietà Pujol i March, provinent d'una família d'especiers i adroguers que s'havien enriquit, sobretot des que el seu avi Josep Pujol i Móra va arrendar els drets de portes de Barcelona el 1726. Durant l'ocupació de Barcelona per les tropes franceses, Pujol i March fou regidor de l'Ajuntament de Barcelona, i el 1814, amb la restauració en el tron de Ferran VII, fou detingut, multat amb 20.000 duros (fet que l'obligà a vendre's moltes finques) i finalment desterrat fora d'Espanya. Va morir solter el 1820 i va llegar la finca (aleshores anomenada mas Pujol) a la seva germana Francesa, vídua d'Antoni de Casanovas i de Girona, fill del botiguer de draps ennoblit Antoni de Casanovas i Roig i de Francesca de Girona i Rigalt.
El seu hereu Maties de Casanovas i Pujol (1782-1842) s'havia casat el 1808 amb Dolors de Bacardí i Cuyàs, germana de Ramon de Bacardí i Cuyàs. L'hereu Maties Ramon de Casanovas i de Bacardí (1820-1847) es va unir en matrimoni amb Miquela de Borràs i de Valls (vídua de Joan Anton de Peguera i Baillet (1755-1837), un altre gran propietari d'Horta i Sant Martí), amb qui convisqué gairebé un any sense tenir fills. En el seu testament, va llegar tots els seus béns a Miquela, que l'any següent en va fer donació inter vivos a favor del seu cunyat Baltasar de Casanovas i de Bacardí (1824-1892), que d'aquesta manera, va reunir una gran extensió de terres, que anaven, a grans trets, des de l'Hospital de Sant Pau fins al torrent d'en Carabassa.
Baltasar de Casanovas es va casar a Madrid (on residia la parella) amb Gabriela Fernández de Landa i van ser pares d'una filla única, Montserrat de Casanovas i Fernández de Landa (1860-1948), que es va casar amb Pere Fargas i Sagristà. El matrimoni va tenir quatre fills: dues noies, Rosa i Montserrat, que van morir molt jovenetes, i dos nois, Baltasar i Santiago. Després de la mort del seu marit el 1925, Montserrat de Casanovas va residir llargues temporades a la masia, rebatejada com a can Fargas, i la va llegar al seu fill Santiago, que va morir a Can Basté el 1955. Aleshores, la finca fou heretada per la seva vídua, Margarida Wall, una mallorquina d'ascendència argentina, que la va habitar eventualment. Després passà a mans dels germans Robert i Ofèlia Rosselló Wall, fills del seu primer matrimoni.
Robert, que hi va viure fins a la seva mort, es va casar amb Montserrat Salla, però van morir sense descendència i la masia va quedar en mans de la seva germana Ofèlia. Tot i que segons alguns testimonis, la seva voluntat era cedir la masia a la ciutat, el 1997, el seu representant legal va aprofitar la seva malaltia per a vendre-la a l'empresa Unicompta, de la família Vilaregut Barceló, per 190 milions de pessetes a pagar en 10 anys sense interessos. Una de les clàusules del contracte en donava dret a habitació sobre una part a l'Ofèlia amb caràcter vitalici.
Finalement, després de molts anys de reivindicacions veïnals encapçalades per la Plataforma Salvem Can Fargas, l'any 2009 va passar a mans municipals, i actualment acull una escola de música.

## Descripció
Les façanes són de maçoneria i arrebossades només en part. A la part posterior hi ha un petit jardí de gust romàntic, amb brollador i estàtua, separat del carrer amb un mur d'obra no gaire alt i un tancament de xiprers retallat.
La masia de Can Fargas està constituïda per un cos central de planta rectangular i coberta a quatre aigües, una torre de defensa que data del segle xi, al voltant de la qual s'agrupen tot un seguit d'afegits de diferents èpoques, entre els quals destaca la façana sud-oest amb una galeria d'arcs rebaixats.
Les mides interiors de la torre són de 7,04 x 2,93 m i el gruix dels murs va entre 0,81 i 1,12 m. Està feta amb carreus de pedra de proporció horitzontal en fileres regulars i que presenten una junta molt característica: enrasada a la superfície i remarcada en fresc per un punxó. Aquesta tipologia és pròpia del segle x. S'hi accedeix des del pati mitjançant una escala de dos trams des de l'exterior. Actualment està coberta per un voladís de vidre amb suport de ferro de factura molt recent. La planta baixa té coberta de volta de canó. L'arrebossat dels murs no permet distingir l'aparell constructiu d'aquests ni de la volta. A l'interior hi ha un arc de pas que pot indicar l'existència d'una subdivisió en origen, que possiblement es repetia en el pis superior.
La primera planta presenta un espai diàfan on s'hi aprecien senyals de reformes diverses. Destaquen les pintures amb motius geomètrics (escacat blans i mangres sobre un arrebossat de morter de calç) possiblement hi havia decoració figurativa però no es veu clarament pel mal estat de conservació. Les pintures són medievals, daten entre els segles xiii i xiv o inicis del xv. A la planta segona s'hi accedeix per una petita obertura en el mur sud. La coberta està constituïda per un embigat de fusta a quatre aigües amb teula àrab i remat de dos gerres ceràmiques de les quals només se'n conserva una. Els quatre costats de la torre presenten una galeria de tres arcs de mig punt, dels quals els tres estan tapiats, només està lliure el de la façana principal.